# Anton Maria Salviati
Anton Maria Salviati (21 janvier 1537 - 26 avril 1602) est un prélat italien du XVIe siècle, membre de la famille Salviati. Il est connu à Rome pour son engagement et sa prévoyance après une activité diplomatique en France. Devenu cardinal, il fonde le collège Salviati, consacre une section pour les femmes enceintes à l'hôpital San Rocco et refonde l'hôpital San Giacomo in Augusta.

## Biographie

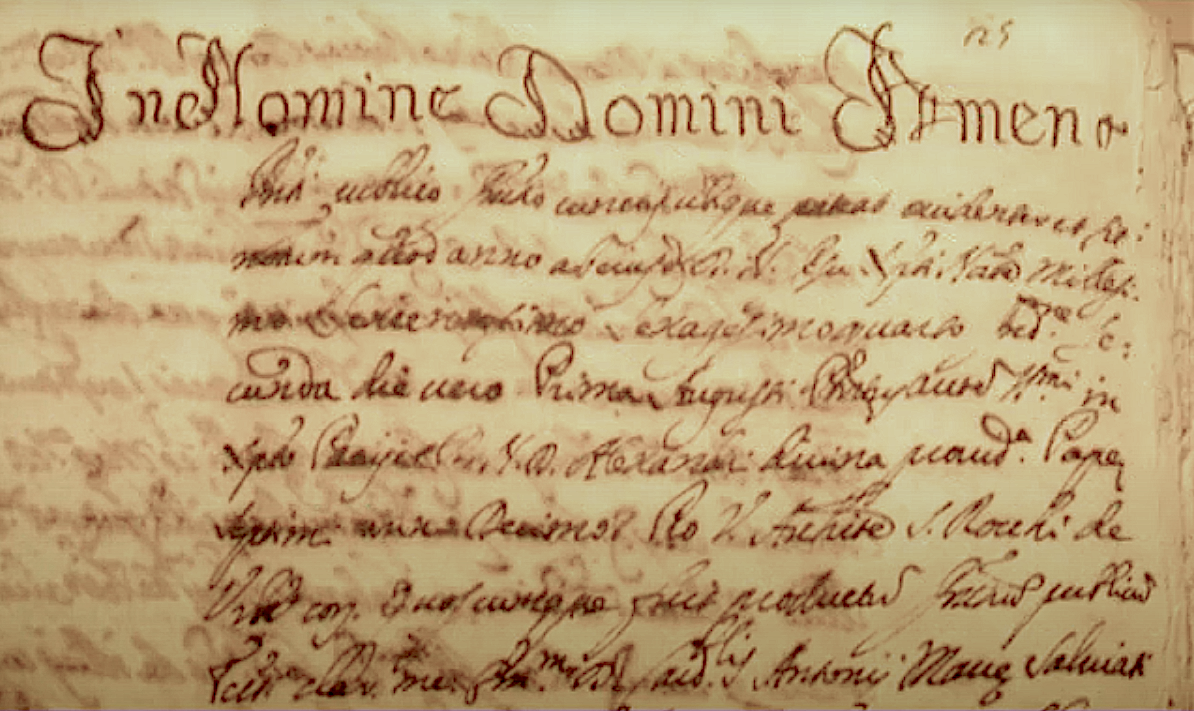
Testament d'Anton Maria Salviati.

### Origine et premières années
Anton Maria Salviati, fils de Lorenzo Salviati et de Costanza Conti , est né à Florence, d'une famille de riches banquiers, apparentée aux Médicis, qui a fourni d'autres prélats à l'église, notamment ses oncles Bernardo Salviati et Giovanni Salviati. Il est également lié aux Médicis par sa grand-mère maternelle Lucrèce de Médicis (1470–1553), sœur du pape Léon X et fille de Laurent de Médicis dit le Magnifique. À l'exemple de ses oncles, il entre dans le clergé en 1555,.
Le parcours éducatif de Salvati est peu documenté. Pierre Hurtubise pense qu'il est concevable qu'après la mort prématurée de son père († 16. juillet 1539 à Ferrare), il est sous la tutelle de son oncle le cardinal Giovanni Salviati. En 1552, Antonio Maria, quinze ans, vit avec son frère aîné de deux ans, Gian Battista, dans le palais Della Rovere, la résidence de son oncle.
Il n'y a aucun document sur ses études, mais il est certain qu'Antonio Maria Salviati revient à Rome entre 1563 et 1565, accompagné d'un certain Dottore Mazzinghi, où son plus jeune oncle le cardinal Bernardo Salviati est devenu son mentor.

### Épiscopat
Le 8 août 1561 Anton Marie Salviati est nommé évêque de Saint Papoul. Il participe au Concile de Trente de 1561 à 1562. Il abandonne la direction du Diocèse de Saint Papoul en 1564. Le 4 mai 1570, il est nommé clerc de la Chambre apostolique et en devient plus tard le doyen. De février à décembre 1571, il travaille comme internonce pour les affaires de la Sainte-Ligue (1571) contre les Turcs avec le roi Charles IX (roi de France). Du 11 juin 1572 au 8 mars 1578, il est nonce apostolique en France. Le 22 janvier 1583, il est nommé gouverneur de Civitavecchia.
Dans son activité politique internationale, il s'efforce de maintenir stratégiquement la paix entre les principaux pays catholiques, à savoir la France et l'Espagne.

### Cardinalat
Le pape Grégoire XIII lui confère la dignité de cardinal lors du consistoire du 12 décembre 1583 dans le diaconat de Santa Maria in Aquiro : avec la nomination de cardinal, il devient protecteur de l'Ordre des Clercs réguliers pour les malades. Dès lors, son intérêt pour l'activité spirituelle s'accroit considérablement.
Il participe au conclave de 1585 qui élit le pape Sixte V. Du 13 mai 1585 à juillet 1586, il est Légat apostolique en Romagne (Italie) où il remplace le cardinal Giulio Canani malade. Le 20 avril 1587, il devint cardinal-prêtre et reçoit l'église Sainte-Marie de la Paix comme titre cardinalice. Il participe au conclave de septembre 1590 qui élit le pape Urbain VII. Après sa mort prématurée, Anton Marie Salviati participe au conclave d'octobre 1590 lors duquel Innocent IX devient pape. Celui-ci le nomme avec le cardinal Mariano Pierbenedetti pour superviser tous les tribunaux de la Curie romaine avec un large pouvoir de recours et de jugement dans toutes les procédures en cours. Plus tard, il est nommé par Innocent IX président du Tribunal de la Sainte Rote romaine.
Anton Marie Salviati est parmi les cardinaux qui se réunissent pour le conclave de 1592 qui aboutit  à l'élection de Clément VIII comme pape. En 1592, il est avec les cardinaux Alessandro Damasceni Peretti et Mariano Pierbenedetti membre de la préfecture de Rome, de la Sacra Consulta et de toutes les villes des états pontificaux. Le 24 avril 1600, il opte pour l'église titulaire de San Lorenzo in Lucina dont il est le cardinal protoprêtre. Le 30 août 1600, il s'installe dans l'église titulaire de Sainte-Marie-du-Trastevere.
Il décède le 16 avril 1602 vers une heure du matin. Son corps est inhumé le 1er janvier 1603 dans l'église San Giacomo in Augusta, juste à côté de l'hôpital dont il était considéré comme bienfaiteur.

## Œuvres caritatives
Salviati est connu pour sa générosité dans le financement d'œuvres caritatives et sociales. Sur ses propres ressources, il  contribue à l'agrandissement et à la rénovation de l'hôpital San Giacomo degli Incurabili à Rome, reconstruisant la structure à partir de ses fondations et enfin le léguant à la ville avec une restriction d'utilisation hospitalière. Il est à noter que Salviati a expressément prévu la viabilité financière de l'hôpital pour les époques futures : pour cette raison, il fait don de dizaines de biens immobiliers à la congrégation, ainsi que des domaines et des luoghi di monte, créant un riche fonds patrimonial. Des biens, attenants à l'hôpital, également achetés ou donnés par son frère Giambattista et son épouse, Porzia Massimo, ont également contribué à ce fonds. Il aide aussi l'église associée, ainsi qu'au financement de l'approvisionnement en eau.
Il soutient également l'hôpital San Rocco et y crée un département pour les malades pauvres, les nobles appauvris et les femmes enceintes dans le besoin. Il parraine l'orphelinat de Santa Maria in Aquiro et y fait construire une nouvelle aile en 1591 grâce à un don de 10 000 scudi, qui doit servir d'école (qui portera plus tard le nom de Salviati), afin de donner une formation professionnelle à des jeunes « de bonne humeur ». Il fait reconstruire également l'église Santa Maria in Aquiro attenante, son ancienne église diaconale;
Dans son testament, il fait finalement don de l'hôpital San Giacomo à la ville.

### Liens  externes
- Ressources relatives à la religion :   - Catholic Hierarchy
  - Cardinals of the Holy Roman Church
- Ressource relative aux beaux-arts :   - British Museum
- Notice dans un dictionnaire ou une encyclopédie généraliste :   - Dizionario biografico degli italiani
- Notices d'autorité :   - VIAF
  - ISNI
  - IdRef
  - GND
  - Pays-Bas
  - Vatican